# Kaspar Villiger
Kaspar Villiger (Pfeffikon, 5 febbraio 1941) è un imprenditore e politico svizzero, membro del Partito Liberale Radicale. È stato consigliere federale dal 1989 al 2003 e presidente della Confederazione nel 1995 e 2002.

## Biografia

### Istruzione, lavoro e vita privata
Villiger proviene da una famiglia di industriali che producono sigari. Ha frequentato la scuola elementare di Pfeffikon, la scuola distrettuale di Reinach e la scuola cantonale di Aarau, dove si è laureato con il diploma di tipo M. Ha quindi studiato ingegneria meccanica presso l'Istituto federale svizzero di tecnologia di Zurigo e si è laureato nel 1966 con un diploma.
Dopo la morte di suo padre, nello stesso anno assume la direzione della fabbrica di sigari Villiger Söhne AG a Pfeffikon. Ha comprato una fabbrica di biciclette a Buttisholz. Villiger è stato vicepresidente della Camera di commercio della Svizzera centrale e per diversi anni è stato membro del Comitato dell'Associazione centrale delle organizzazioni dei datori di lavoro svizzeri e vicepresidente della Camera di commercio e industria di Argovia.
Villiger è sposato e ha due figli.

### Attività politica e dirigenziale
Membro del Partito Liberale Radicale. È stato consigliere federale dal 1989 al 2003 e presidente della Confederazione svizzera nel 1995 e nel 2002. Ha retto il Dipartimento della difesa dalla sua elezione al 31 ottobre del 1995, in seguito ha diretto il Dipartimento federale delle finanze fino al 31 dicembre 2003. Dal 15 aprile 2009 al 3 maggio 2012 è stato presidente dell'UBS, la più grande banca svizzera e attualmente è membro dei consigli di amministrazione di Nestlé e Swiss Re. È anche membro della organizzazione non governativa Global Leadership Foundation.

### Presidente della Confederazione
Assunse la presidenza della Confederazione svizzera nel 1995 e nel 2002. Come presidente della Confederazione, tenne un discorso il 7 maggio 1995 in cui si scusò a nome del governo per il timbro J apposto sul passaporto ebraico durante la Seconda guerra mondiale.
Ha presieduto l'esecutivo di nuovo durante l'anno dell'Esposizione nazionale del 2002. La sua seconda presidenza ha visto l'adesione della Svizzera alle Nazioni Unite, a cui si era opposto in una prima votazione nel 1986 ma a cui divenne favorevole.